# Prasinocyma rufimargo
Prasinocyma rufimargo là một loài bướm đêm trong họ Geometridae.